# اندیس قزل دره شاه خانی ۲
قزل دره شاه خانی ۲ یک اندیس فلزی است که در حوالی شهر ابهر استان قزوین قرار دارد و مادهٔ معدنی موجود در آن، مس است.سنگ میزبان این اندیس آندزیت است  در این اندیس، پاراژنز‌های پیریت ، مالاکیت، آزوریت، لیمونیت، کوارتز ، هماتیت، سریسیت یافت می‌شوند.